# BBC NL
BBC NL is een Nederlandstalige televisiezender van BBC Studios, de commerciële tak van de BBC. Op 15 mei 2025 is de zender gelanceerd en vervangt daarmee het kanaal BBC First in Nederland. De programma's worden aangekondigd door Merel Westrik en de zender bevat Nederlandse reclames.

## BBC NL+
Naast de televisiezender wordt in de zomer 2025 de streamingdienst BBC NL+ gelanceerd. Hierin zĳn de meeste BBC-programma's te vinden. De streamingdienst zal in de eerste periode exclusief beschikbaar zĳn voor de klanten van KPN. De andere providers zullen daarna volgen. 

## Programma's
Op dit kanaal zĳn onder andere de volgende programma's te zien:
- All Creatures Great and Small
- Around the World in 80 Days
- The Brokenwood Mysteries
- Call The Midwife
- The Chelsea Detective
- Dalgliesh
- Darby and Joan
- Father Brown
- Inspector George Gently
- McDonald and Dodds
- Midsomer Murders
- Miss Scarlet
- Mrs Sidhu Investigates
- Murdoch Mysteries
- The Outlaws
- Queen of Mystery
- A Remarkable Place to Die
- Sanditon
- Scott & Bailey
- Shakespeare and Hathaway: Private Investigators
- Silent Witness
- Van der Valk

Op de streamingdienst BBC NL+ zĳn exclusief deze programma's te vinden:
- Absolutely Fabulous
- Blue Lights
- Death In Paradise
- Forbidden America
- Outrageous
- The Planets, A Perfect Planet
- Top Gear
- Vienna Blood